# Ebbs
Ebbs es una localidad del distrito de Kufstein, en el estado de Tirol, Austria. Tiene una población estimada, a principios de 2021, de 5716 habitantes. 
Está ubicada al noreste del estado, al este de la ciudad de Innsbruck —la capital del estado—, en el valle del río Eno y cerca de la frontera con Alemania (estado de Baviera), al norte.